# Echo〜優しい声〜
「Echo〜優しい声〜」（エコー やさしいこえ）は、DEEPの2枚目のシングル。

## 概要
前作「Endless road」から4カ月後のシングル。通常盤の1形態で発売。
表題曲「Echo〜優しい声〜」のミュージックビデオにはモデルの西山茉希が出演している。

## 収録曲
CD
1. Echo〜優しい声〜
  - 作詞：Kenn Kato、作曲：藤本和則 / 羽山匠
  - 『CHINTAI』CMソング
2. Chocolate
  - 作詞：小竹正人、作曲：YUUKI
  - TBS系『ざっくりマンデー!!』2・3月エンディングテーマ
3. Echo〜優しい声〜 (Instrumental)
4. Chocolate (Instrumental)